# Nemanja Malović
Nemanja Malović (* 18. November 1991 in Podgorica) ist ein Handballspieler mit montenegrinischer Staatsbürgerschaft.

## Karriere
Malović stand für die Saison 2010/11 bei RK Međimurje unter Vertrag. Anschließend wurde er bis zur Saison 2012/13 von ÍBV Vestmannaeyja verpflichtet, ehe er in die Nationalliga A zu GC Amicitia Zürich wechselte. Bereits im Oktober 2013 verletzte sich der Linkshänder schwer am Knie und musste acht Wochen pausieren. 2015/16 lief Malović erneut für ÍBV Vestmannaeyja auf. Von 2016/17 bis 2017/18 Stand der Rückraumspieler beim SC Ferlach in der Handball Liga Austria unter Vertrag.

## Saisonbilanzen

### HLA
| Saison    | Verein     | Spielklasse | Tore | 7-Meter     | Feldtore |
| --------- | ---------- | ----------- | ---- | ----------- | -------- |
| 2016/17   | SC Ferlach | HLA         | 108  | 8/13        | 100      |
| 2016–2017 | gesamt     | HLA         | 108  | 8/13 (62 %) | 100      |